# 新昌江
新昌江，位于中华人民共和国浙江省北部的一条河流，是曹娥江右岸支流，主源为慈圣大坑，发源于天台县万年山南麓大坪头，向东流至天台山石梁景区转北流，经天台县石梁镇慈圣村后流入新昌县，向西流，流经长诏水库、新昌县城等地，于嵊州市市区西南汇入曹娥江。河长70.2千米，流域面积532.5平方千米，年均径流量3.1亿立方米。